# Jugendklub Wilhelm-Pieck-Straße 153
Der Jugendklub Wilhelm-Pieck-Straße 153, auch einfach nur Pieck-Klub genannt, wurde im April 1981 in der Wilhelm-Pieck-Straße (seit 1994 Torstraße)/Ecke Ackerstraße im Ost-Berliner Stadtbezirk Mitte eröffnet. Heute befinden sich in dem Eckladen ein Café und ein Friseur.
Der Club gehörte zum damaligen Kreiskulturhaus Mitte und wurde von ihm verwaltet. In den Jahren 1981 bis 1985 galt er als einer der angesagtesten Clubs in Berlin. Nach fünf Jahren des Betriebs wurde der Leiter des Pieck-Klubs, Adam Adamski, Ende 1985 von seiner Tätigkeit freigestellt und gegen staatstreues Personal ausgetauscht. Das Veranstaltungsprogramm wurde daraufhin kulturpolitisch konform angepasst. Die Veranstaltungsreihen fanden dann im naheliegenden, neu eröffneten Sophienclub, Sophienstraße 6, in den Hackeschen Höfen statt.

## Geschichte

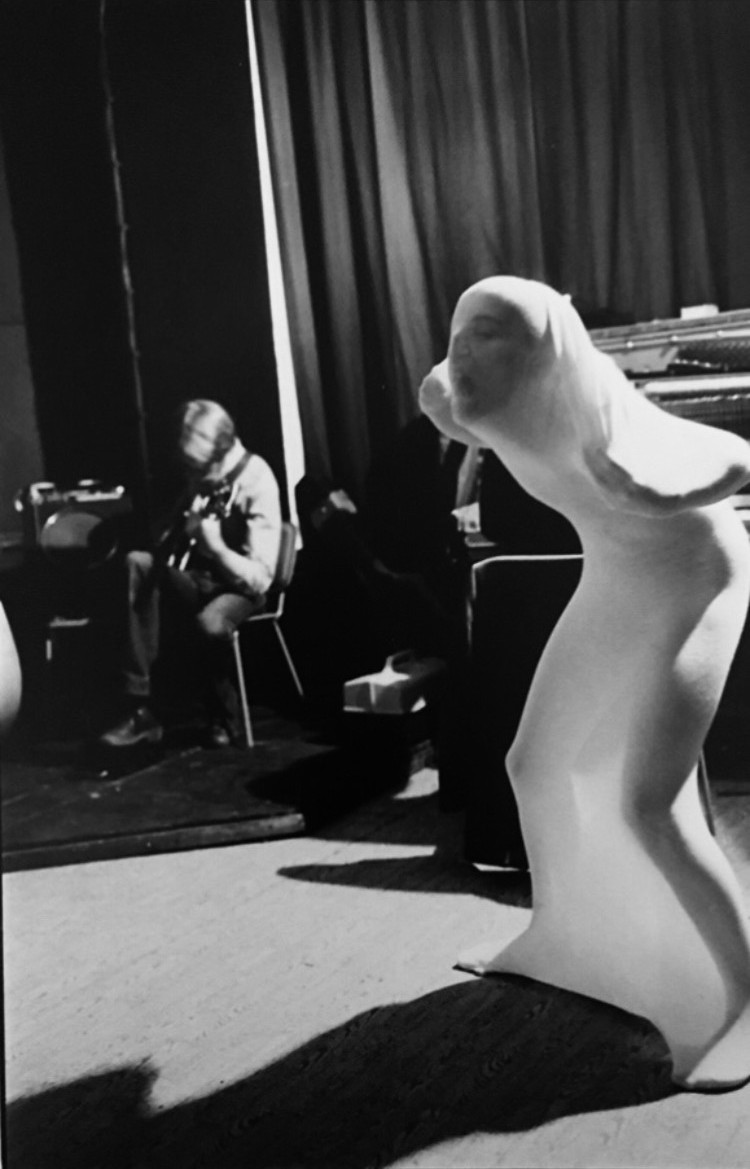
FINE 1983 (Fine Kwiatkowski, Dietmar Diesner, Lothar Fiedler, Christoph Winkel)

Als Wohngebietsclub 1981 für die anwohnende Jugend eröffnet, war er der größte von damals sieben (Krausnick, Weinbergsweg, Wolliner Straße, Wallstraße, Jugendclub C29 Luxemburgstraße, Klub International im Kino) in Berlin-Mitte. Mit einem engagierten und außergewöhnlichen Programm sowie einem relativ hohen Budget avancierte der Laden schnell zum überregionalen Treff der Blues-, Jazz- und Folkszene Ost-Berlins. Hippies, Folkies, Jazzer, Punks, Intellektuelle, Studenten, Künstler und West-Berliner tranken an der Bar Cola-Wodka für 1,50 Mark.
Die Leitung der Einrichtung bestand aus staatlich angestellten Mitarbeitern, unter anderem waren Rosemarie Petters, Adam Adamski, Carsten Arold und Jochen Lenhard für Programm und Veranstaltungen zuständig. Ehrenamtliche Mitarbeiter sorgten für Einlass und Ausschank und räumten nach den Konzerten auf. Die Getränkeversorgung (Wein, Wodka, Club Cola, Wermut und Kräuterlikör) erledigten die Helfer durch Einkauf bei einem privaten Getränkehändler in der Nähe mittels Handwagen und schenkten sie am Tresen aus. Für Stammkunden, Mitarbeiter und Künstler stand immer ein Kasten Helles in der Küche. Zudem wurden Schmalzbrot und Negerküsse angeboten. Das Klubaktiv unterstützte die Veranstaltungen organisatorisch.
Da sich der Club im Erdgeschoss eines Wohnhauses befand, musste bei Konzerten und Diskotheken die Vorgabe der Hygieneinspektion des Stadtbezirks in Bezug auf die Einhaltung einer Dezibelgrenze mittels eines installierten Messgerätes zur Wahrung des Schallschutzes eingehalten werden. Zugelassen waren der große Veranstaltungsraum und der Zirkelraum für 120 Personen, im Durchschnitt waren ca. 200–250 Besucher im Club, oft wurden über 300 Eintrittskarten verkauft. Die Eintrittspreise lagen zwischen 1,60 und 3,10 Mark. Zudem waren alle Veranstaltungen bei der Volkspolizei, Abteilung Erlaubniswesen, monatlich im Voraus anzumelden.

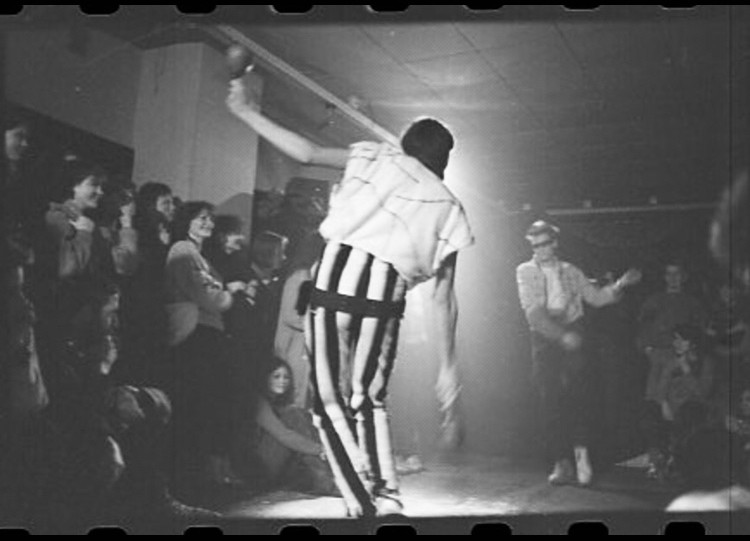
Mode-Show STATT GESPRÄCH (Pieck-Club 1984)

Regelmäßige Veranstaltungsreihen waren Jazzkonzerte, Gitarrenwerkstätten, kleine  Rockkonzerte, Theatervorführungen, Lied- und Chansonabende, Folk- und Folktanz, Vorträge und Ausstellungen. An zwei bis drei Nachmittagen der Woche fanden regelmäßig Malzirkel für Kinder bzw. Erwachsene statt, auch für Proben, Theatergruppen und den Jazzclub Berlin wurden die Räume genutzt. Gelegentlich traten auch Musiker aus Westeuropa illegal auf, die in Ost-Berlin zu Besuch waren und anonym in den ostdeutschen Formationen mitspielten. Auch Künstlern aus der DDR, die keine Einstufung (offizielle staatliche Spielerlaubnis) hatten, wurden Auftritte ermöglicht. Verschiedene Projekte wie die Mode-Show STATT GESPRÄCH, die Berliner Bigband Variation (Leiter: Frank Raschke) oder Dampferfahrten mit Konzerten wurden entwickelt. Diskotheken fanden wöchentlich statt, regelmäßig wurde auch nach den Konzerten zu Musik vom Band getanzt. Anfänglich ab 1981/1982 wurde viel Blues, Rock und NDW gespielt, 1983 wechselte die Musikrichtung zu Jazz, Jazzrock, Indie, Soul und Funk. Die staatlich vorgegebene 60/40-Regel (Verhältnis osteuropäischer zu westlicher Tanzmusik) wurde zu keiner Veranstaltung eingehalten, wie auch in fast allen anderen Kultureinrichtungen Ost-Berlins. DJ‘s waren u. a. Ulf Drechsel, Peter Resmann oder Peter Tinius. Im Verbund mit anderen Jugendclubs aus Berlin-Mitte wurden Großveranstaltungen im Kino Babylon, im Kino und Club International, im Saal der Reichsbahndirektion Berlin in der Linienstraße und im Ahornblatt auf der Fischerinsel organisiert.

## Ausstellungen
- Michael Biedowicz – Fotografie (Konzert zur Eröffnung „Der Demokratische Konsum“)[9]
- Harald Hauswald – Fotografie[10]
- Thomas Florschuetz – Fotografie[11]
- Peter Thulke – Karikaturen

## Veranstaltungen und Künstler (Auswahl)
- Conny Bauer & Gäste – Jazzkonzerte (Johannes Bauer, Charlie Eitner, Joe Sachse, Christoph Winkel, Tadashi Endo, Klaus Koch u. a.)
- Doppelmoppel (Johannes Bauer, Conny Bauer, Joe Sachse, Uwe Kropinski)
- Gitarrenwerkstatt, Uwe Kropinski und Gast (Boris Hirschmüller, Wolfgang Schmiedt, Ralf Krause u. a.)
- Volker Schlott
- Fun Horns
- Uwe Kropinski Quartett
- Günter „Baby“ Sommer
- Ulrich Gumpert
- Wolfgang Fiedler
- Jams und Jams Tanzhaus
- Wacholder (Band)
- Folkländer
- Kurt Demmler
- Uschi Brüning und Ernst-Ludwig Petrowsky
- Zinnober Puppentheater
- Fine Kwiatkowski
- Pascal von Wroblewsky
- Bajazzo (Band)
- Angelika Weiz
- Juckreiz (Band)
- Wolfgang Krause Zwieback „Kabasurdes Abrett“
- Reinhard Walter
- Andreas „Hugo“ Höhne & Co
- Dietmar Diesner

## Großveranstaltungen
- Folkel 1–3 (Ahornblatt, Kino Babylon, Kino/Club International)
- Jams, Jams Tanzhaus, Notentritt, Wacholder, Folkländer u. a.
- Jazztopf 1–2 (Ahornblatt)[8]
- Bigband Variation (Vielharmonie) Frank Raschke[12] mit Pascal von Wroblewsky und Anett Kölpin, Conny Bauer, ModeShow STATT GESPRÄCH,[13] Hansi Klemm & Fade Out,
- Jazzband Fusion u. a.